# Macroretrus thilliezi
Macroretrus thilliezi är en skalbaggsart som beskrevs av Bordat och Dellacasa 2000. Macroretrus thilliezi ingår i släktet Macroretrus och familjen Aphodiidae. Inga underarter finns listade i Catalogue of Life.